# Gründüngung

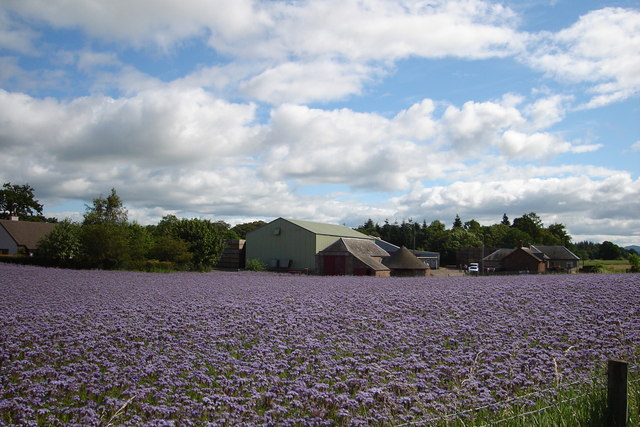
Blühende Phacelia. Die typische Gründüngungspflanze ist zugleich eine sehr gute Bienenweide

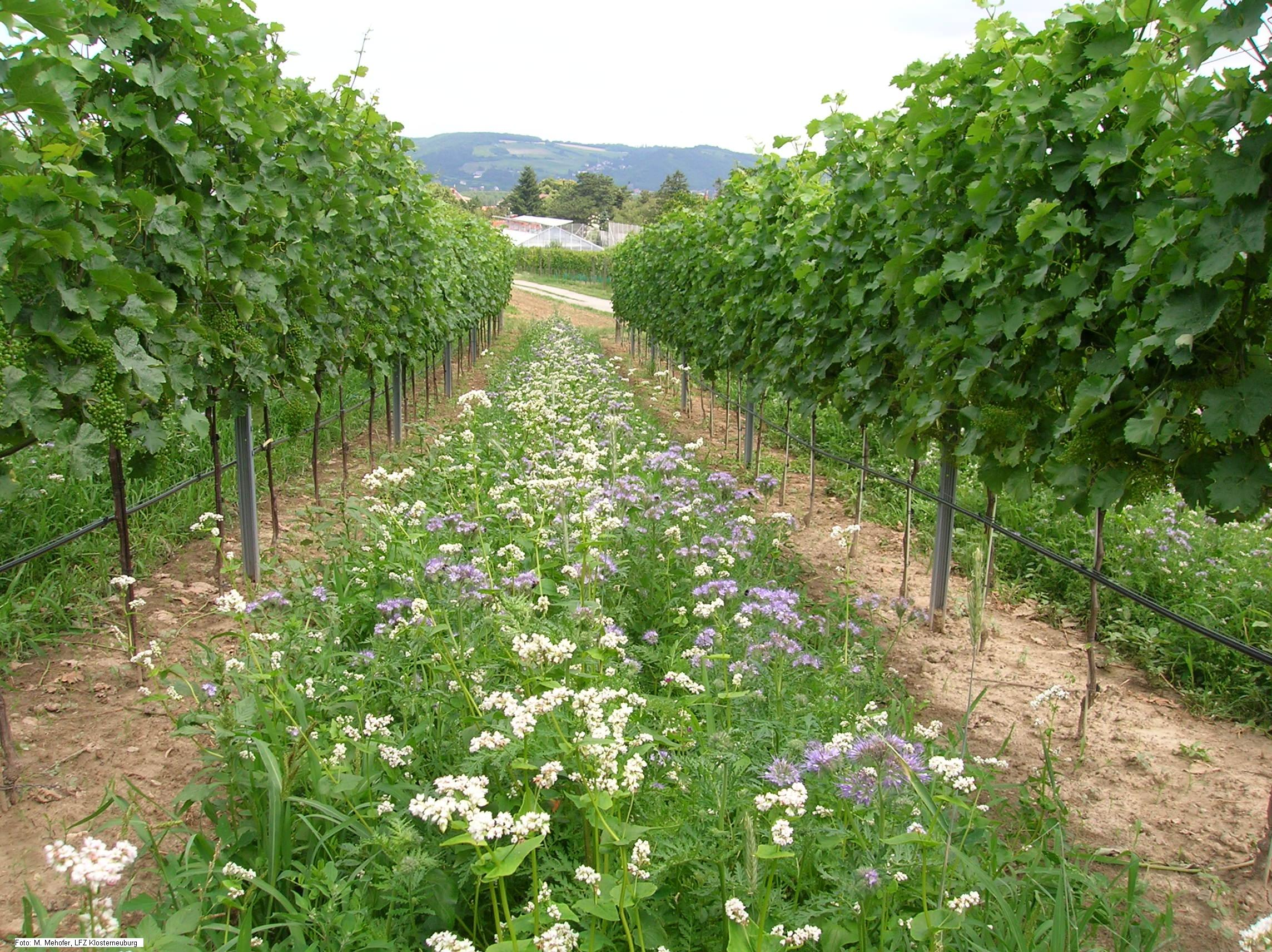
Artenreiche Begrünung in der Fahrgasse eines Weingartens

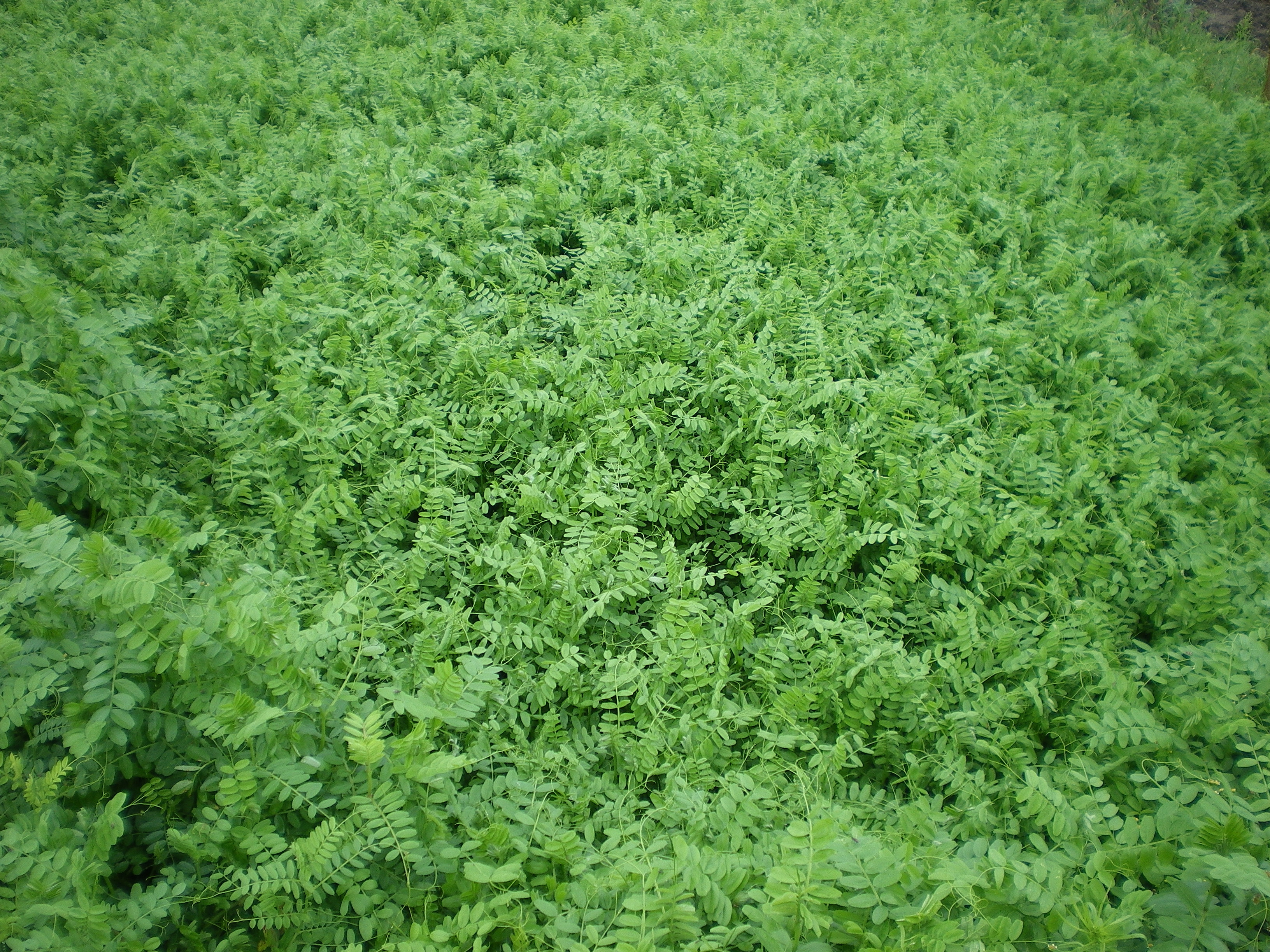
Wicken als Gründüngung. Durch die dichte Bodenbedeckung werden zugleich Unkräuter unterdrückt

Gründüngung bezeichnet das gezielte Anbauen von Pflanzen zur Bodenverbesserung im Acker-, Obst-, Wein- und Gartenbau. Anders als Nutzpflanzen werden die Pflanzen üblicherweise nicht geerntet, sondern gemulcht oder (nach dem Niederwalzen) untergepflügt.

## Wirkungen der Gründüngung
Der Anbau von Pflanzen zur Gründüngung bewirkt durch die eintretende Beschattung des Bodens einen Ausgleich gegen Temperaturschwankungen. Zugleich wird die Wucht des Aufpralles der Regentropfen gemindert, wodurch einem Verschlämmen und Verkrusten der Bodenoberfläche entgegengewirkt wird. Durch die damit einhergehende Verbesserung der Lebensbedingungen der Bodenlebewesen werden der Garezustand des Bodens und die Wachstumsbedingungen der Nutzpflanzen verbessert. Intensive Durchwurzelung des Bodens durch die Gründüngungspflanzen und Förderung der die Bodenkrümel aufbauenden Bodenlebewesen verbessern und stabilisieren die Bodenstruktur; durch den Anbau von tiefwurzelnden Pflanzen wie Lupinen oder Sonnenblumen können sogar Verdichtungen im Unterboden bekämpft werden. Insbesondere im Zuckerrübenanbau dient der Anbau von Senf oder Ölrettich in Form der Gründüngung auch zur Bekämpfung von Nematoden (Rübenälchen) durch Biofumigation.
Die Gründüngung hat nur wenige Nachteile, wie beispielsweise die zusätzlichen Kosten durch die zudem meist in Arbeitsspitzenzeiten fallende Saat und mögliche Probleme bei der späteren Einarbeitung der Pflanzenrückstände.

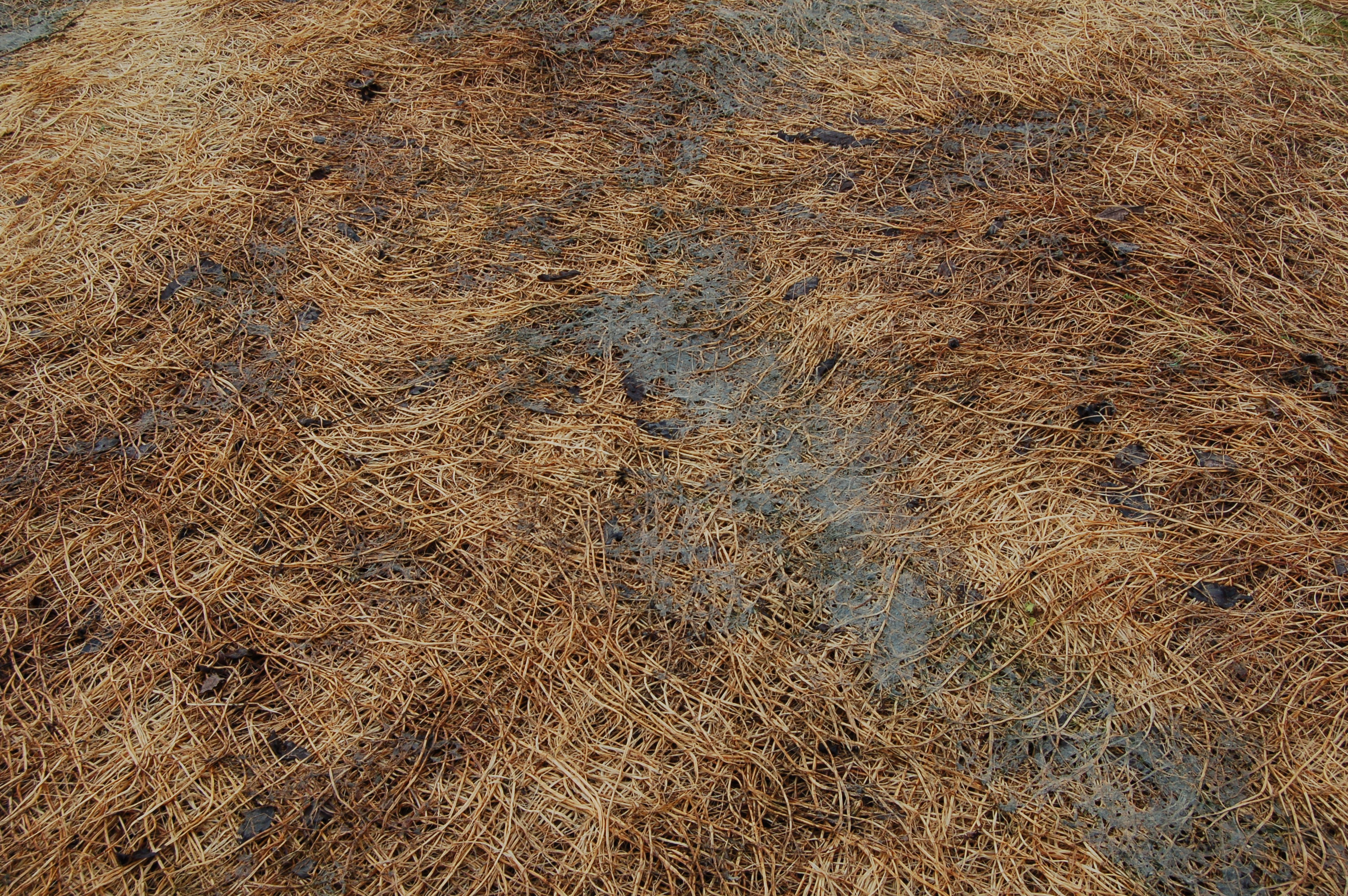
Der Wickenbestand aus dem vorhergehenden Bild im abgefrorenen Zustand Mitte Februar mit weiterhin sehr guter Bodenbedeckung

Gründüngung unterstützt die Bildung von Humus und wirkt gegen Bodenerosion und das Auswaschen von Pflanzennährstoffen aus dem Boden. Durch die Verwendung schnellwachsender Pflanzen können unerwünschte Unkräuter und Ausfallgetreide unterdrückt werden, eine wichtige Funktion in Zusammenhang mit der pfluglosen Ackerbaumethode Direktsaat. Beim Anbau von Leguminosen wie Erbsen, Ackerbohnen, Klee, Wicken oder Lupinen wird der Boden zudem mit Stickstoff angereichert (der nächsten anzubauenden Feldfrucht stehen rund 30–40 kg Stickstoff pro Hektar zusätzlich zur Verfügung). Da im ökologischen Landbau eine Düngung mit mineralischen Stickstoffdüngern (Kunstdünger) nicht erlaubt ist, stellt der Leguminosenanbau dort eine wichtige Stickstoffquelle dar. Eine Untersuchung zeigte, dass bei sehr trockenen Böden im ökologischen Landbau 30 % mehr Stickstoff von den Pflanzen aufgenommen werden kann als in der konventionellen Landwirtschaft. Grund hierfür ist, dass die Bodenlebewesen im ökologischen Landbau besser mit Trockenstress umgehen können als die Bodenlebewesen in der konventionellen Landwirtschaft.
In viehhaltenden landwirtschaftlichen Betrieben kommt auch eine Nutzung der Gründüngungspflanzen als zusätzliche Futterquelle in Betracht. Hier eignet sich besonders der Anbau von Klee aufgrund des hohen Eiweißgehaltes, welcher in der Mastviehhaltung unerlässlich ist. Klee (eine Leguminose) trägt ebenso zum Stickstoffeintrag in den Boden bei.

## Gründüngungspflanzen und Anbauarten

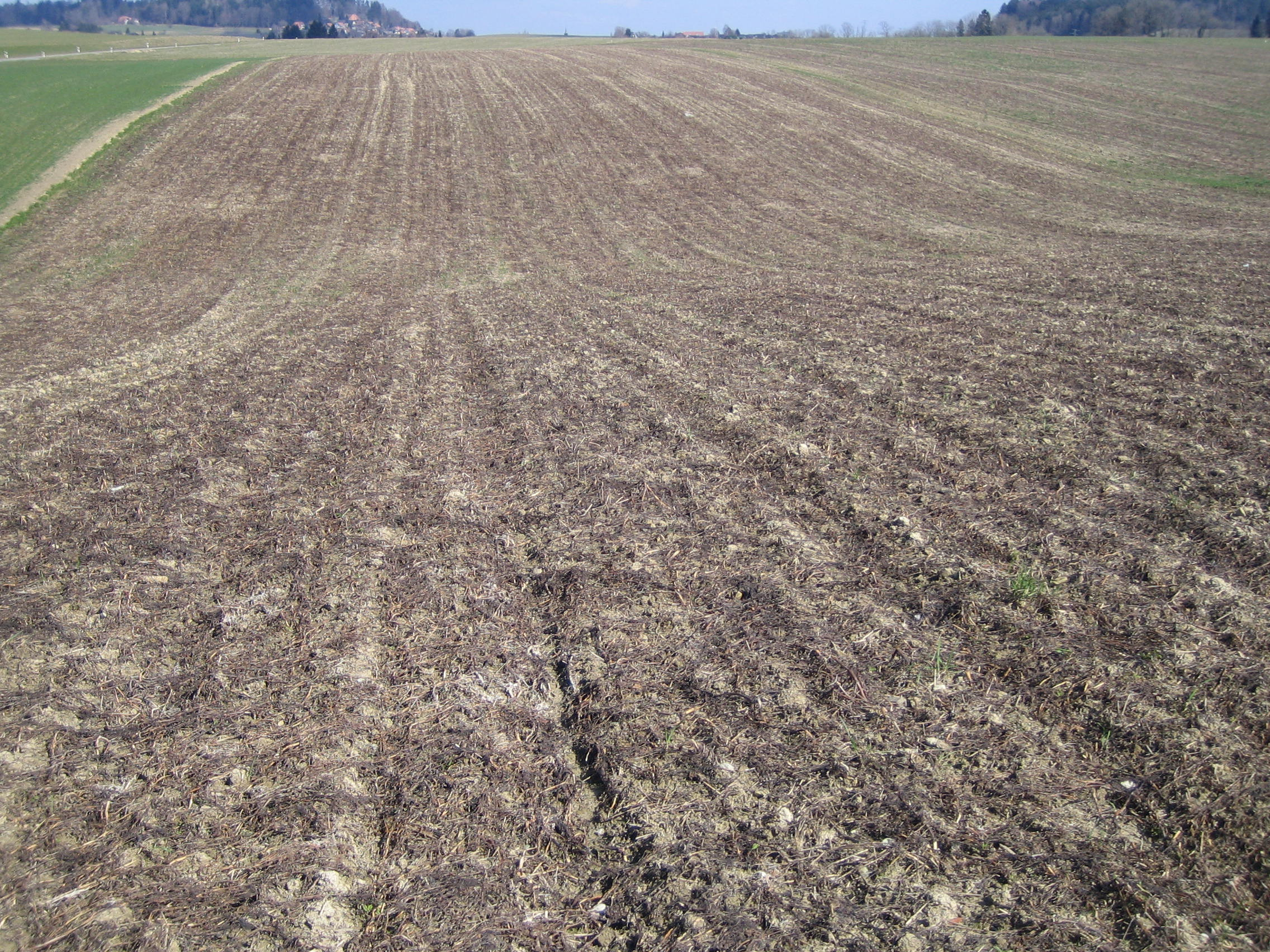
Abgefrorene Phacelia-Gründüngung zu Beginn der folgenden Vegetationsperiode mit deutlich unkrautunterdrückender Wirkung

Zur Gründüngung werden hauptsächlich folgende Pflanzenarten einzeln oder in Mischungen (beispielsweise Landsberger Gemenge) verwendet: Kreuzblütler wie Weißer Senf, Raps oder Ölrettich, Leguminosen wie Lupinen, Wicken oder Klee, Gräser wie beispielsweise Welsches Weidelgras und sonstige Arten wie Sonnenblumen oder Phacelia. Bei der Auswahl der Gründüngungspflanzen ist die vorgesehene Fruchtfolge zu beachten, die Saat von Kreuzblütlern etwa vor dem Anbau von Kohl ist wegen der Förderung der Ausbreitung typischer Krankheiten wie Kohlhernie nicht angezeigt.
Soweit die Gründüngungspflanzen wie beispielsweise Phacelia während der winterlichen Kälteperiode zusammenbrechen, das heißt abfrieren, können die Pflanzenrückstände nach dem Winter entweder als Mulchschicht auf der Bodenoberfläche verbleiben oder aber untergearbeitet werden. Bei winterharten Arten ist es hingegen üblich, diese vor Eintritt der Kälteperiode unterzuarbeiten oder doch zumindest beispielsweise mit einem Mulcher zu zerkleinern, damit in der kommenden Vegetationsperiode ein Durchwuchs der Gründüngungspflanzen in der Folgekultur verhindert wird.
Der Anbau der Gründüngung kann als Hauptfrucht, Untersaat oder zeitlich zwischen den eigentlichen Hauptkulturen als Zwischenfrucht erfolgen. Ein Anbau als Hauptfrucht, also unter Verzicht auf eine eigentliche Ernte im Anbaujahr, ist allerdings nur bei neu zu kultivierenden Böden (zum Beispiel Rekultivierungsflächen) üblich.